# Смрдаки
Смрдаки (словац. Smrdáky) — село, громада округу Сениця, Трнавський край. Кадастрова площа громади — 4.73 км².
Населення 647 осіб (станом на 31 грудня 2020 року).

## Історія
Смрдаки згадуються 1436 року.

## Населення
| Рік:            | 1994. | 2004.   | 2014.    | 2024.    |
| --------------- | ----- | ------- | -------- | -------- |
| Кількість осіб: | 640   | 603     | 695      | 559      |
| Різниця:        |       | -5,78 % | +15,25 % | -19,56 % |

| Рік:            | 2023. | 2024.   |
| --------------- | ----- | ------- |
| Кількість осіб: | 562   | 559     |
| Різниця:        |       | -0,53 % |